# Malka
Malka (russisk: Малка), også kaldt Balyksu (russisk: Балыксу) er en flod i republikken Kabardino-Balkaria i Rusland. Den er en biflod til Terek fra venstre, og er 210 km lang, med et afvandingsområde på 10.000 km², og en højdeforskel fra kilder til udløb på ca. 2.240 m. Malka har sine kilder i isbræerne, på nordsiden af Elbrus, i Kaukasus, ca. 13 km nordøst for toppen. Den største biflod er Baksan. Byen Prokhladnyj ligger ved Malka.
43°43′51″N 44°16′18″Ø / 43.73083°N 44.27167°Ø